# Jessica Day
Jessica Christopher Day (Portland, Oregón, 13 de febrero de 1982) es un personaje de ficción y la protagonista en la serie de televisión estadounidense de comedia New Girl. Es una mujer joven burbujeante en sus finales 20s que está tratando de encontrarse a sí misma después de una ruptura escandalosa con su novio, a quien lo sorprendió engañándola. Ella ha sido profesora desde el 2006 y le encanta tocar las campanillas. Jess disfruta de las manualidades, pero no tiene mucho tiempo para eso. También le encanta escribir fanfiction Nancy Drew. Ella necesitaba un nuevo lugar para vivir, así que se fue a vivir con tres hombres llamados Nick, Schmidt y Winston.

## Historia
Después de llegar temprano a casa del trabajo un día, Jess descubrió que su novio de largo plazo Spencer le fue infiel. Ella dejó todas sus cosas en su casa y se mudó con su mejor amiga Cece. Ella se cansó del estilo de vida de modelo y fue a Craigslist para encontrar nuevos compañeros de habitación. Fue aceptada en el apartamento de Nick, Schmidt y Coach, solo después de que descubrieron que ella tenía amigas modelos. Ella mostró signos principales de depresión, mientras miraba Dirty Dancing. Los chicos la tomaron hacia fuera de un rebote. Conoció a un hombre que la puso en pie llamado Peter. Cuando los chicos se enteraron, corrieron a su lado en un restaurante público y cantaron con ella.
Después de conseguir un nuevo compañero de cuarto, los chicos se cansaron de Jess no tiene nada que ponerse. Jess incluso tuvo que llevar ropa de la pila de la antigua novia de Schmidt. Con la ayuda de los chicos y Cece, Jess logró tomar todas sus cosas de la casa de Spencer.
Nick después convenció a Jess como su cita para una boda, en la que su antigua novia Caroline asistiría. Jess probó varios vestidos antes de que Nick y Schmidt lo decidieran. Ella hizo a Caroline celosa, agradable para Nick. Sin embargo, Nick casi se engancha de nuevo con Caroline. Por suerte, Jess fue capaz de detenerlos. Un deprimido Nick se convirtió entonces en estado de embriaguez. Ella, junto con el resto del grupo hizo el baile del pollo.
Un día, Jess entró en la habitación de Nick y vio a su pene. Ella se rio y salió corriendo. Esto avergonzó a Nick, tal hasta el punto de que no podía tener relaciones sexuales en su cita con Amanda. Jess habló con Cece al respecto, y se le dijo a Nick que la vea desnuda. Corrió a su habitación en nada más que una túnica. Poco sabía que Nick volvía a casa con alguien. Nick y Amanda comenzó a distinguir. Jess trató de escabullirse, pero fue capturada por Amanda. La bata cayó y Nick la vio al desnudo, haciendo la experiencia aún.
Cece se embriagó en un club después de romper con su novio. Ella llamó a Jess para venir a buscarla. Jess tomó a Cece de vuelta al apartamento, donde Cece se puso a bailar con los chicos. Jess hizo una cama para ella en el sofá y se fue a la cama. A la mañana siguiente, Cece convenció a Jess de que Nick le gustaba. Luego pasó el día entero tratando de averiguarlo.
Después de descubrir que su compañero maestro Paul no iba a celebrar Acción de Gracias, debido a su agonizante abuela, ella lo invitó a celebrar acción de gracias con los chicos. Ella y Schmidt hicieron una terrible comida de acción de gracias, que se interrumpió debido a un incendio. El grupo celebró en el apartamento de un vecino, solo para encontrar a sus muertos. El grupo luego fue a Viernes negro en la mejor compra, donde Jess y Paul escaparon a la calle.
Jess más tarde tuvo que enseñar a un grupo de inadaptados a tocar las campanillas, solo para ser eclipsado por Winston, que nunca los había tocado antes. Ella convenció a Winston para ayudarlo a enseñarles a tocar. Estuvo de acuerdo y se fueron a un concurso.

## Personalidad
Jess es una mujer peculiar y burbujeante. Jess no es como los demás, ella es ella misma, o diferente, en el buen sentido. Ella es cariñosa y atenta de los demás, especialmente cuando ella quiere reconciliarse con ellos.

## Información
- Jess parece ser un fan de las películas familiares como An American Tail, y musicales como Dirty Dancing.
- Jess tiende a cantar lo que quiere decir la mayoría de las veces.
- Jess tiene una risa firma que lo hace cada vez que ve algo hilarante.

## Relaciones

### Cece
Cece es la mejor amiga de Jess. Se conocieron cuando eran jóvenes. Jess comparte todos sus secretos con ella, pero Cece no comparte todos sus secretos con Jess, como el hecho de que se acuesta con Schmidt. Siempre están una para la otra. Cece le brinda a Jess consejos sobre el romance y la vida en general.

### Nick
Jess y Nick viven juntos como compañeros de cuarto con Schmidt y Winston. Se conocieron en el episodio Pilot. Jess piensa que Nick pone cara de tortuga y por lo general nunca sonríe. Muchos fanes les gusta la idea de Nick y Jess juntos. Parece que tienen algún interés romántico en sí. Nick tiene protector de Jess cuando su propietario se acercó a arreglar las cosas en el apartamento, pensando que quería dormir con ella. En el final de temporada, Jess le dice a Nick que ella quiere que él sea feliz, y que va a estar bien porque ella lo conoció.

### Schmidt
Schmidt y Jess viven en el mismo desván juntos como compañeros de cuarto. Ellos son buenos amigos y se ayudan unos a otros cuando sea necesario. En Thanksgiving, Schmidt ayudó a Jess a cocinar el pavo, primero tratando de ponerlo en el horno. En The Story Of The 50, es cumpleaños 29 de Schmidt, y su fiesta iba a ser cancelada hasta que Jess ayudó y le dieron un autobús de fiesta para él. Al final, Schmidt intenta besar a Jess, pero ella se aleja. Él usa una excusa diciéndole que había pelusa en su cara.

### Winston
Jess y Winston vivir en el desván con Nick y Schmidt. Se conocieron en el segundo episodio, "Kryptonite", cuando regresó a vivir con Nick y Schmidt, sin saber que ella estaría allí. Se sorprendió al verla cuando ella le hizo el desayuno y lo despertó cantando "Soy Jeeeeeeesssss!". Se convirtieron en buenos amigos. Le dijo que no le ha dicho a los chicos, pero le encantaban las burbujas en Wedding.

### Coach
Jess y Coach eran compañeros de habitación solo en el primer episodio, Piloto. Trató de sacarla de su angustia diciéndole: "¡Basta! Basta!", pero no funcionó. A pesar de estar solo en un episodio juntos, parecían ser amigos.

### Spencer
Spencer y Jess son ex. Estuvieron juntos durante seis años. Jess descubrió a Spencer engañándola cuando llegó a casa temprano del trabajo para darle una sorpresa, desnuda. Había alguien más allí con él cuando estaba en casa. Ella inmediatamente se mudó al departamento de su amiga Cece. Ella tenía que volver a su casa para recoger sus ropas, y el televisor. Ahora a ella no le gusta.

### Caroline
Jess y Caroline no son muy felices juntas. Nick le pidió a Jess que fuera su novia falsa en Wedding, donde se encuentran por primera vez. Jess pretende ser más snob que ella. En Tomatoes, Nick llama a Caroline otra vez porque se siente solo, y Jess reacciona negativamente.